# Unité urbaine de Calais
L'unité urbaine de Calais est une unité urbaine française centrée sur Calais, important port de voyageurs entre la France et le Royaume-Uni, sous-préfecture et première ville du département du Pas-de-Calais, dans la région Hauts-de-France.

## Données générales
Dans le zonage réalisé par l'Insee en 1999, l'unité urbaine était composée de sept communes.
Dans le zonage réalisé en 2010, l'unité urbaine était composée de six communes, les communes de Guînes et Hames-Boucres ayant été retirées du périmètre et celle de Fréthun ajoutée.
Dans le nouveau zonage réalisé en 2020, elle est composée des six mêmes communes.
En 2022, avec 92 229 habitants, elle représente la 3e unité urbaine du département du Pas-de-Calais et occupe le 9e rang dans la région Hauts-de-France.
En 2022, sa densité de population s'élève à 877 hab/km2. Par sa superficie, elle ne représente que 1,58 % du territoire départemental mais, par sa population, elle regroupe 6,32 % de la population du département du Pas-de-Calais.

## Composition 2020 de l'unité urbaine
Elle est composée des six communes suivantes :
| Nom                   | Code Insee | Département   | Statut       | Superficie (km2) | Population (dernière pop. légale) | Densité (hab./km2) | Modifier                                    |
| --------------------- | ---------- | ------------- | ------------ | ---------------- | --------------------------------- | ------------------ | ------------------------------------------- |
| Calais (ville-centre) | 62193      | Pas-de-Calais | ville-centre | 33,50            | 67 585 (2022)                     | 2 017              | modifier les données · modifier les données |
| Coquelles             | 62239      | Pas-de-Calais | banlieue     | 8,77             | 2 625 (2022)                      | 299                | modifier les données · modifier les données |
| Coulogne              | 62244      | Pas-de-Calais | banlieue     | 9,16             | 5 403 (2022)                      | 590                | modifier les données · modifier les données |
| Fréthun               | 62360      | Pas-de-Calais | banlieue     | 7,92             | 1 393 (2022)                      | 176                | modifier les données · modifier les données |
| Marck                 | 62548      | Pas-de-Calais | banlieue     | 31,55            | 10 468 (2022)                     | 332                | modifier les données · modifier les données |
| Sangatte              | 62774      | Pas-de-Calais | banlieue     | 14,28            | 4 755 (2022)                      | 333                | modifier les données · modifier les données |

## Évolution démographique
| 1968   | 1975   | 1982   | 1990   | 1999   | 2006   | 2011   | 2016   | 2022   |
| ------ | ------ | ------ | ------ | ------ | ------ | ------ | ------ | ------ |
| 89 345 | 95 091 | 95 696 | 96 815 | 99 616 | 97 974 | 96 571 | 99 641 | 92 229 |

#### Données générales
- Unité urbaine
- Aire d'attraction d'une ville
- Liste des unités urbaines de France

#### Données démographiques en rapport avec l'unité urbaine de Calais
- Aire d'attraction de Calais
- Arrondissement de Calais

#### Données démographiques en rapport avec le Pas-de-Calais
- Démographie du Pas-de-Calais